# Golfo di Orfani

Golfo di Orfani nell'Egeo Settentrionale

Il golfo di Orfani (greco: Κόλπος Ορφανού trasl. Kolpos Orfanou ) è un ampio braccio di mare che si trova nel mar Egeo settentrionale, fra la penisola Calcidica e la Macedonia orientale.
Il principale fiume che affluisce nel golfo è lo Strimone che sfocia nella parte orientale, mentre nella parte occidentale sfocia il piccolo Rentina (anticamente noto come Rechius) che drena il lago Volvi.
Il golfo era conosciuto in antichità con il nome Golfo Strimonico dal nome del principale fiume che in esso sfocia. Successivamente prese il nome di  golfo di Contessa. Altro nome con il quale è conosciuto è golfo di Rendina.
Le principali città che si affacciano sul golfo sono (in ordine orario): 
- Aristotelis;
- Volvi e Asprovalta;
- Anfipoli;
- Orfani e Karyani.

Nella zona sud-occidentale del golfo, a poca distanza dalla costa della calcidica orientale si trova una piccola isola disabitata chiamata Kapros (o Kafkanas).